# 金子哲
金子 哲（かねこ てつ、1958年12月21日 - ）は、日本の元俳優、不動産業経営者。本名、金城 勝哲。
東京都出身。東京都立忍岡高等学校、明治学院大学を卒業。アクトレインクラブに所属していた。特技は少林寺拳法。

## 来歴・人物
1985年、日本テレビ系ドラマ『兄弟拳バイクロッサー』において、バイクロッサー・ケン／水野拳役で主演を務めた。
『バイクロッサー』での撮影中、芝居が思うようにできず、監督にトイレに連れて行かれ、蹴りを入れられたというエピソードがある。
その後は、倉本聰監督・脚本の映画『時計 Adieu l'Hiver』などに出演した。1994年2月から、不動産業「株式会社ミスターホームズ」を営んでいる。

## 出演

### テレビドラマ
- 兄弟拳バイクロッサー（1985年、NTV） - 主演・水野拳 / バイクロッサー・ケン
- 愛の嵐（1986年、THK）
- 新・熱中時代宣言（1986年、NTV）
- 火曜サスペンス劇場 / 禁じられた結婚（1987年、NTV）
- ジャングル（1987年、NTV）
- ザ・ドラマチックナイト / となりの女（1988年、CX）

### 映画
- 時計 Adieu l'Hiver（1986年、日本ヘラルド）

### CM
- 徳間ジャパン 兄弟拳バイクロッサー 主題歌レコード（1985年）